# Weltalter der Antike

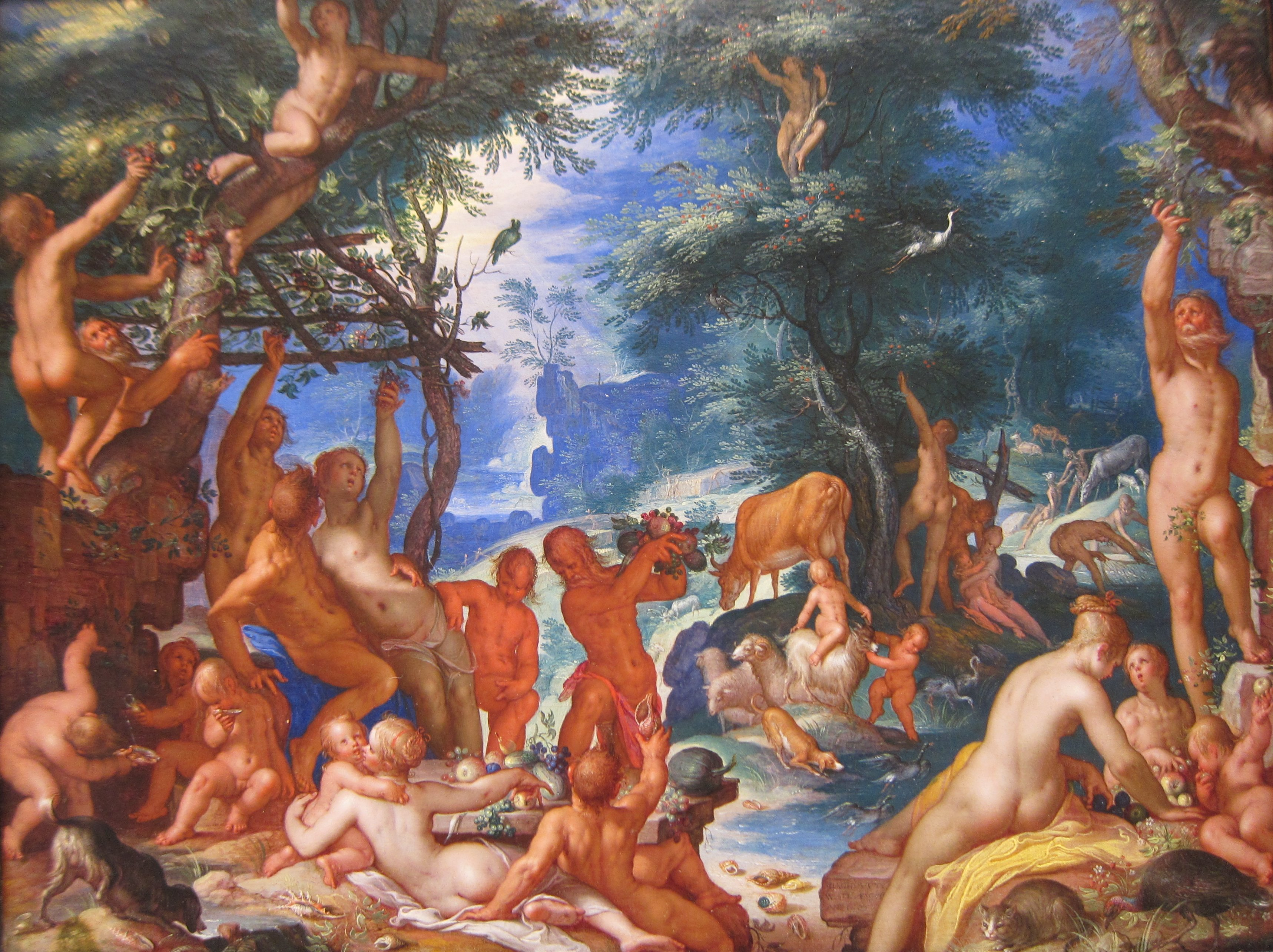
Das Goldene Zeitalter (Joachim Wtewael, 1605)

Die Weltalter der Antike gehen zurück auf einen von Hesiod in seinem Gedicht Werke und Tage überlieferten Mythos, dem zufolge in der Geschichte der Welt fünf Menschengeschlechter aufeinander folgten, nämlich:
1. Goldenes Geschlecht
2. Silbernes Geschlecht
3. Bronzenes (oder Ehernes) Geschlecht
4. Heroisches Geschlecht
5. Eisernes Geschlecht

Dabei ist das Zeitalter des goldenen Geschlechts ein paradiesischer Urzustand und das der Gegenwart entsprechende Eiserne Zeitalter ein Zustand totalen Niedergangs und Verfalls. Letzteres wurde von Aratos von Soloi im 3. Jahrhundert v. Chr. in dessen astronomischen Lehrgedicht Phainomena zu einem eigenständigen Mythos erweitert, aber bereits als Ehernes Zeitalter verstanden; weitere Zeitalter kennt er nicht.
Dieser grundsätzlichen Entwicklung vom Guten zum Schlechten steht die Hoffnung auf eine Wiederkehr des Goldenen Zeitalters gegenüber, die vor allem in der politisch-literarischen Propaganda des augusteischen Zeitalters ihren Ausdruck fand.
Bedeutend war hier vor allem die Gestaltung des Mythos in Ovids Metamorphosen. Ovid war der erste, der den Begriff Goldenes Zeitalter für einen idealen (wieder herzustellenden) Urzustand prägte (und entsprechend Silbernes Zeitalter für die Zeit eines sich abzeichnenden Niedergangs usw.). Außerdem erscheint bei Ovid kein Zeitalter der Heroen, es sind also vier Zeitalter bei Ovid.

## Die Zeitalter

### Goldenes Zeitalter

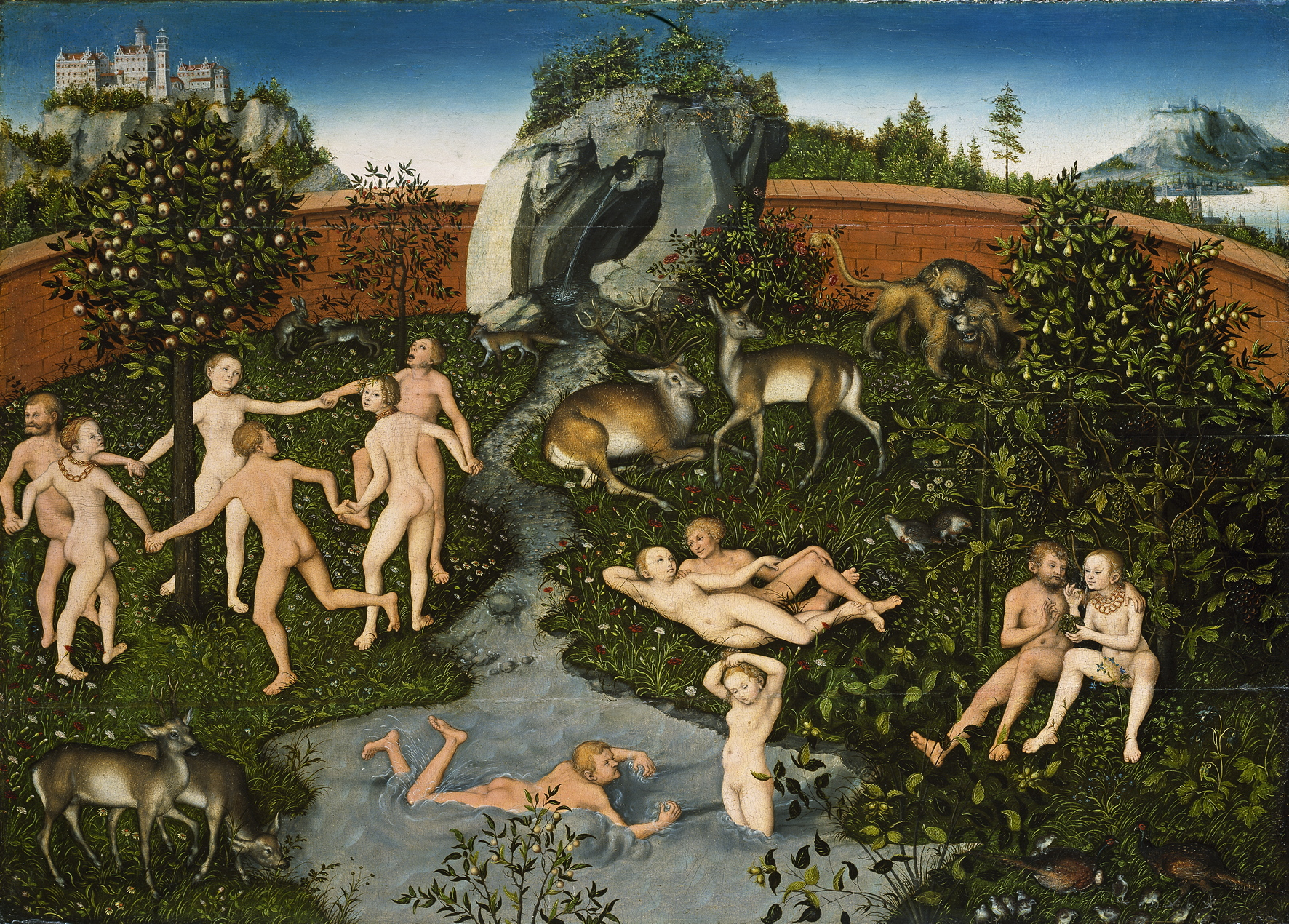
Das Goldene Zeitalter (Lucas Cranach der Ältere)

Hesiod beschreibt das gesegnete Leben des goldenen Menschengeschlechts unter der Herrschaft des Kronos/Saturnus folgendermaßen:
Diese nun lebten wie Götter, von Sorgen befreit das Gemüte,
Fern von Mühen und fern von Trübsal; lastendes Alter
Traf sie nimmer; an Händen und Füßen die nämlichen immer,
Freuten sie sich bei Gelagen, entrückt stets jeglichem Übel.
Wie vom Schlummer bezwungen verschieden sie; keines der Güter
Missten sie; Frucht gab ihnen das nahrungsspendende Saatland
Nach ihrem Tod wurden die goldenen Menschen zu Daimonen, den Schutzengeln der jüdisch-christlichen Mythologie ähnlich, die unsichtbar den Menschen helfen, ihre Taten beobachten und manchmal ihr Vorrecht ausüben, Reichtum zu spenden.
Auch bei Ovid erscheint das goldene Zeitalter (aurea aetas) als Idyll eines ewigen Frühlings, eines zeitlosen, vorgesetzlichen Zustands:
Erst nun sprosste von Gold das Geschlecht, das ohne Bewachung
Willig und ohne Gesetz ausübte das Recht und die Treue.
Strafe und Furcht waren fern; nicht lasen sie drohende Worte
Nicht an geheftetem Erz, noch stand ein flehender Haufe
Bang vor des Richters Gesicht: Schutz hatten sie ohne den Richter.

### Silbernes Zeitalter

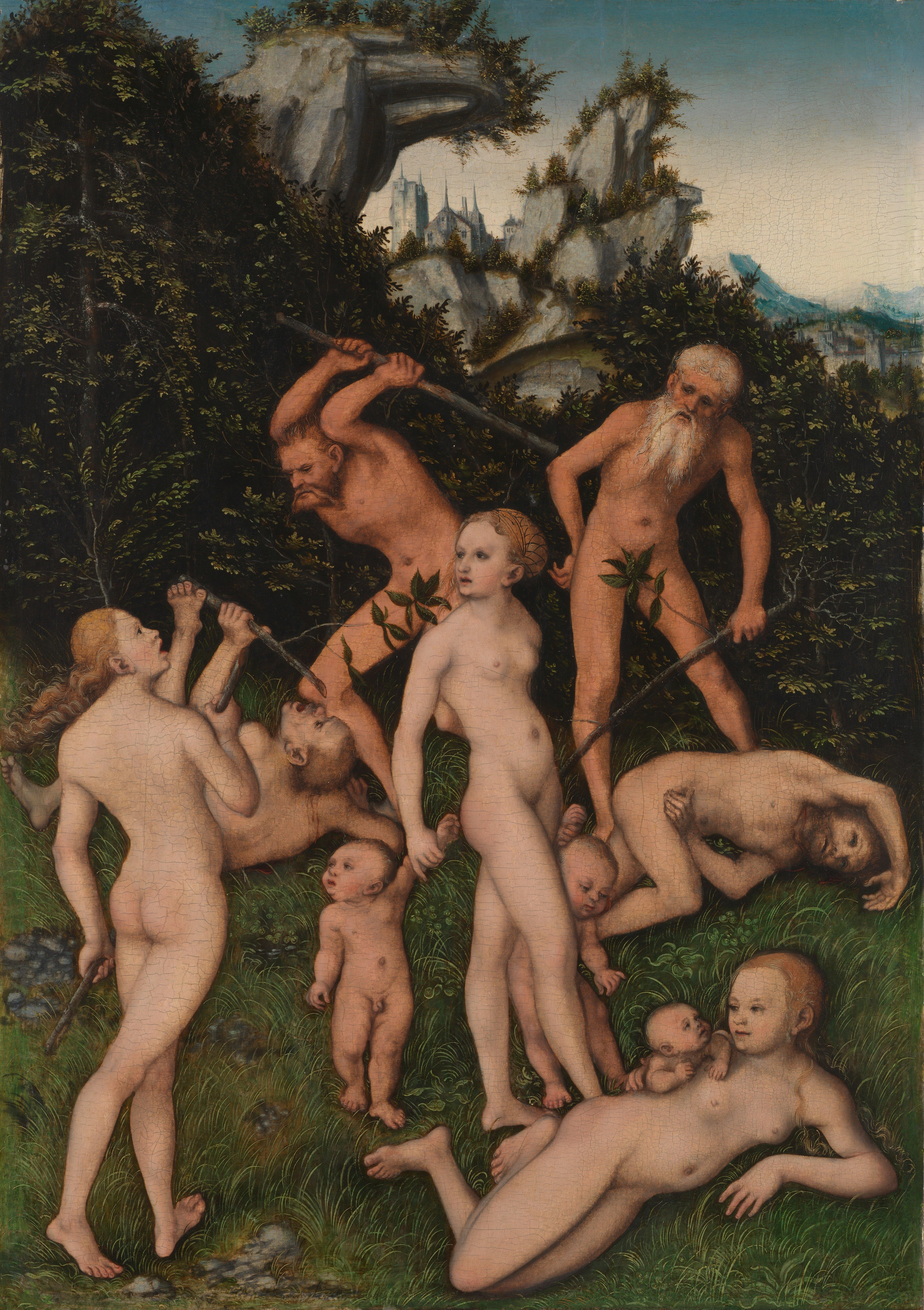
Das Ende des Silbernen Zeitalters (Lucas Cranach der Ältere, National Gallery, London)

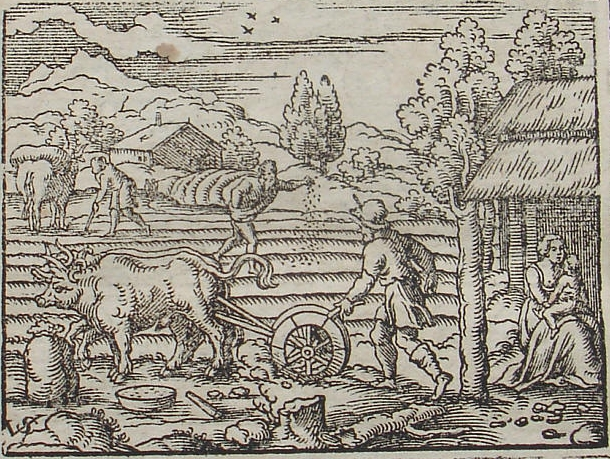
Silbernes Zeitalter (Virgil Solis, 1581)

Die Kindheit der silbernen Menschen dauerte ein ganzes Jahrhundert, die Lebensspanne der Erwachsenen war dafür relativ kurz.
Dieses zweite Geschlecht wurde von Zeus allerdings schon bald wieder vernichtet, da es ihnen an Frömmigkeit mangelte. Sie waren mutwillig untereinander und kannten keine Ehrfurcht für die Götter.
Nach ihrem Ende wurden die silbernen Menschen zu seligen Toten in der Unterwelt.
Das silberne Zeitalter bei Ovid ist dadurch gekennzeichnet, dass nicht mehr ewiger Frühling herrscht und nicht mehr alles von selbst wächst. Der Wechsel der Jahreszeiten beginnt, irgendwann kommt der Winter mit seiner Kälte, wärmende Wohnung und Kleidung werden nötig, was geerntet werden soll, muss zuerst angebaut werden und damit beginnt die Mühsal der Arbeit.

### Bronzenes Zeitalter
Das darauf folgende bronzene Menschengeschlecht widmet sich völlig dem Krieg, der Stärke und der Gewalt. Alles ist aus Bronze gemacht, sowohl die Waffen als auch die Häuser. Doch alle Kraft und Gewalt bringt weder Dauer noch Ruhm und die Erschlagenen sinken hinab in den düsteren Hades.

### Heroisches Zeitalter
Das auf dieses Kriegergeschlecht folgende Geschlecht der Helden ist ausgezeichnet durch Edelmut und Tapferkeit. Dieser Heroen und Halbgötter Taten sind es, von denen die großen Epen berichten, vor allem natürlich die Gedichte Homers. Aber sie alle werden schon bald Opfer ihres Heldenmutes. Nach ihrem Tod bewohnen sie unter der Herrschaft des Kronos die Seligen Inseln am Rand des Okeanos, wo dreimal im Jahr „Früchte wie Honig“ reifen und die abgeschiedenen Helden ein Leben frei von jeglicher Sorge führen.
Es wurde vermutet, dass das Geschlecht der Heroen von Hesiod in ein schon zuvor existierendes Schema mit vier Geschlechtern und vier entsprechenden Metallen eingefügt wurde. Dafür spricht z. B., dass bei Ovid kein Zeitalter der Heroen erscheint.

### Eisernes Zeitalter

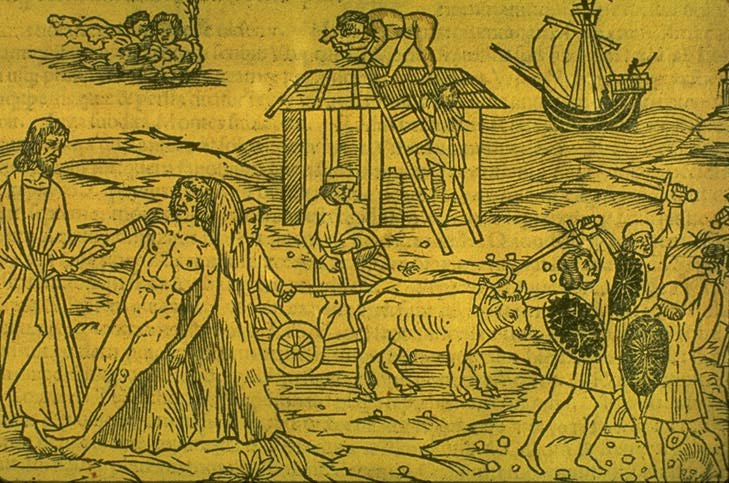
Eisernes Zeitalter

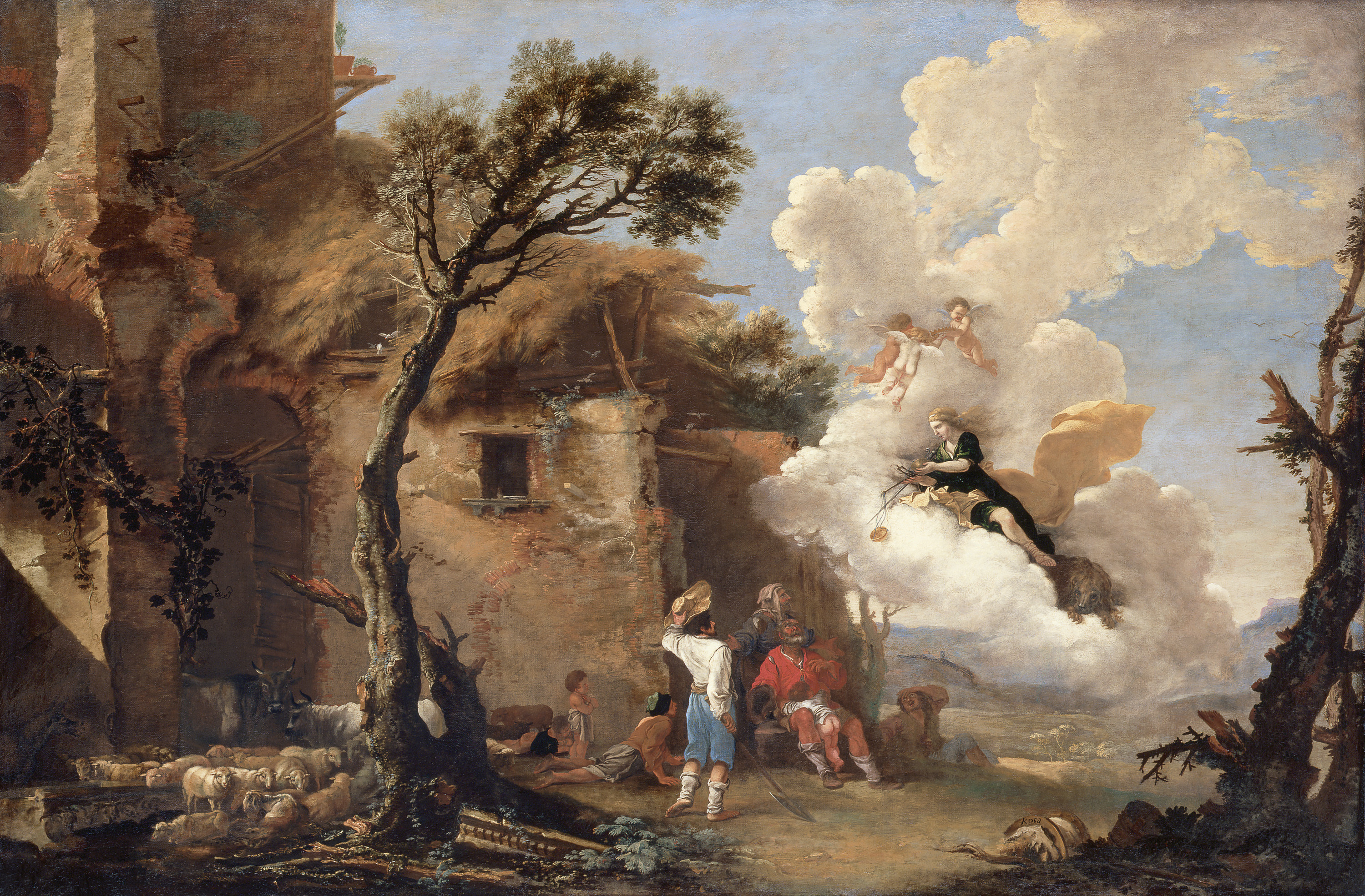
Astraias Abschied von den Hirten (Salvator Rosa)

Das letzte, das eiserne Geschlecht, lebt in der Gegenwart des Dichters und dieses Zeitalter ist unter allen fünf Zeitaltern das jämmerlichste und das verkommenste:
Bald missachten sie auch die Erzeuger, die altersgebeugten,
Schmähen die armen sogar, mit kränkender Rede sie tadelnd,
Frevelnd und nimmer gedenk des Gerichtes der Götter; sie lohnen
Niemals wohl den Eltern, den alternden, Pflege der Kindheit;
Faustrecht waltet; die Stadt will einer dem andern verwüsten.
[…]
Weit von dem Treiben der Menschen zum Stamm der Ewigen flüchtend,
Scham und Scheu [Αἰδὼς καὶ Νέμεσις]; zurück wird bleiben der sterblichen Menschen
Düsterer Jammer, und Hilfe sich nirgends zeigen im Elend.
Während Hesiod die Verkommenheit dieses Geschlechtes vor allem darin erkennt, dass die fundamentalen Verpflichtungen (gegenüber den Eltern, dem Gastfreund, dem Höhergestellten) nicht mehr respektiert werden und das Recht selbst zum Mittel des Übergriffs durch Meineid und falsche Anklage pervertiert wird, betont Ovid eher wirtschaftliche und technische Veränderungen, die Verderben mit sich bringen bzw. ermöglichen: den Schiffbau, der Seeraub ermöglicht, die Landvermessung, mit der das vormalige Gemeingut abgemessen und aufgeteilt wird, der Bergbau, durch den Eisen für Waffen und Gold als Anreiz der Habgier aus der Erde geholt wird.
Kennzeichnend für dieses Zeitalter ist schließlich, dass eine letzte auf Erden verbliebene Macht und Repräsentanz des Göttlichen sich endgültig zurückzieht. Hier bei Hesiod sind das Nemesis (Νέμεσις, die gerechte Vergeltung) und Aidos (Αἰδώς, das Zurückscheuen vor Unrecht und Frevel).
In den Phainomena des Aratos von Soloi ist es die Dike (Δίκη, Gerechtigkeit), die von der Gesetzlosigkeit der Menschen von der Erde vertrieben, als Sternbild der Jungfrau an den Himmel versetzt wird.
Beide Mythen erscheinen zusammengefasst im Mythos von Astraia/Astraea, der göttlichen Jungfrau, die als letzte die Erde verlässt und deren Wiedererscheinen den Anbruch eines neuen Goldenen Zeitalters anzeigen würde.
Bei Ovid heißt das:
Achtende Scheu ist dahin, und von blutbefeuchteten Ländern
Kehrte die Jungfrau heim, Astraia, der Himmlischen letzte.

## Herleitung der Zeitalter
Die Abfolge bronzenes, heroisches und eisernes Zeitalter entspricht im Wesentlichen der auch heute noch gebräuchlichen Einteilung der Geschichte nach dem Stand der Metallverarbeitung in Bronzezeit und Eisenzeit. Die griechischen Heldensagen, wie der Trojanische Krieg, spielten sich gegen Ende der Bronzezeit ab. Der Abfolge goldenes, silbernes und bronzenes Zeitalter liegt der Paradiesgedanke zugrunde.

## Zyklische Weltalter
In der antiken Philosophie war, anders als in der Dichtung, die Vorstellung von in Zyklen sich wiederholenden Weltaltern verbreitet.
So beschreibt Philo in Über die Ewigkeit der Welt die Anschauung der Stoiker, nach der unsere Welt in periodischen Weltenbränden neu geformt würde. Ebenso berichten Anaximander, Anaximenes, Heraklit, Diogenes von Apollonia, Platon, Aristarch von Samos oder Ovid von wiederkehrenden Weltzerstörungen und anschließend neu beginnenden Zeitaltern.

## Biblische Parallele
Daniel deutet einen Traum des Königs Nebukadnezar, in dem dieser die folgenden Königreiche der Erde, als Gold, Silber, Bronze, Eisen und Ton voraussieht (Dan 2,31 ). Nebukadnezar II. lebte um ca. 600 v. Chr.

## Mittelalterliche Chroniken
Mittelalterliche Chroniken wie die Schedelsche Weltchronik unterteilten die Geschichte der Welt in sieben „Weltalter“.